# Conte di Sutherland
Conte di Sutherland è un titolo fra i Pari di Scozia. Fu creato intorno al 1230 per William de Moravia. Il Conte di Sutherland è anche il Capo del Clan Sutherland. La linea originaria era nota con il cognome "de Moravia", che era anche considerata la linea maggiore del Clan Murray.
Elizabeth, contessa di Sutherland, sposò Adam Gordon, il cui cognome appartenne a diversi dei successivi Conti di Sutherland. Il titolo fu nuovamente detenuto da una lunga serie di uomini, figno alla morte di William Gordon, XVIII conte, senza figli maschi, quando il titolo passò a sua figlia Elizabeth.
Elizabeth, XIX contessa di Sutherland sposò poi George Granville Leveson-Gower nel 1785; questi ereditò il titolo di Marchese di Stafford da suo padre nel 1803. Il Marchese deteneva vaste terre e ricchezze, avendole ereditate da suo padre, il primo Marchese di Stafford, dallo zio materno, il secondo Duca di Bridgewater, ed anche in possesso di proprietà associate alla contea di Sutherland, che appartenevano a sua moglie. Fu creato Duca di Sutherland nel 1833.
Il figlio del Duca, chiamato anche George, ereditò la contea di Sutherland da sua madre ed il ducato di Sutherland da suo padre. I due titoli continuarono uniti fino alla morte del V duca nel 1963. La contea passò a sua nipote Elizabeth, mentre il ducato passò ad un erede maschio. Dopo la morte di Elizabeth nel 2019, il suo figlio maggiore Alastair succedette come XXV conte.
Il titolo sussidiario associate alla contea è Lord Strathnaver (creato nel 1230), che è utilizzato come  titolo di cortesia dal figlio maggiore ed erede del Conte o della Contessa.
La sede di famiglia è Dunrobin Castle, nelle vicinanze di Golspie nella tradizionale contea di Sutherland in Scozia.

## Conti di Sutherland (c. 1230)

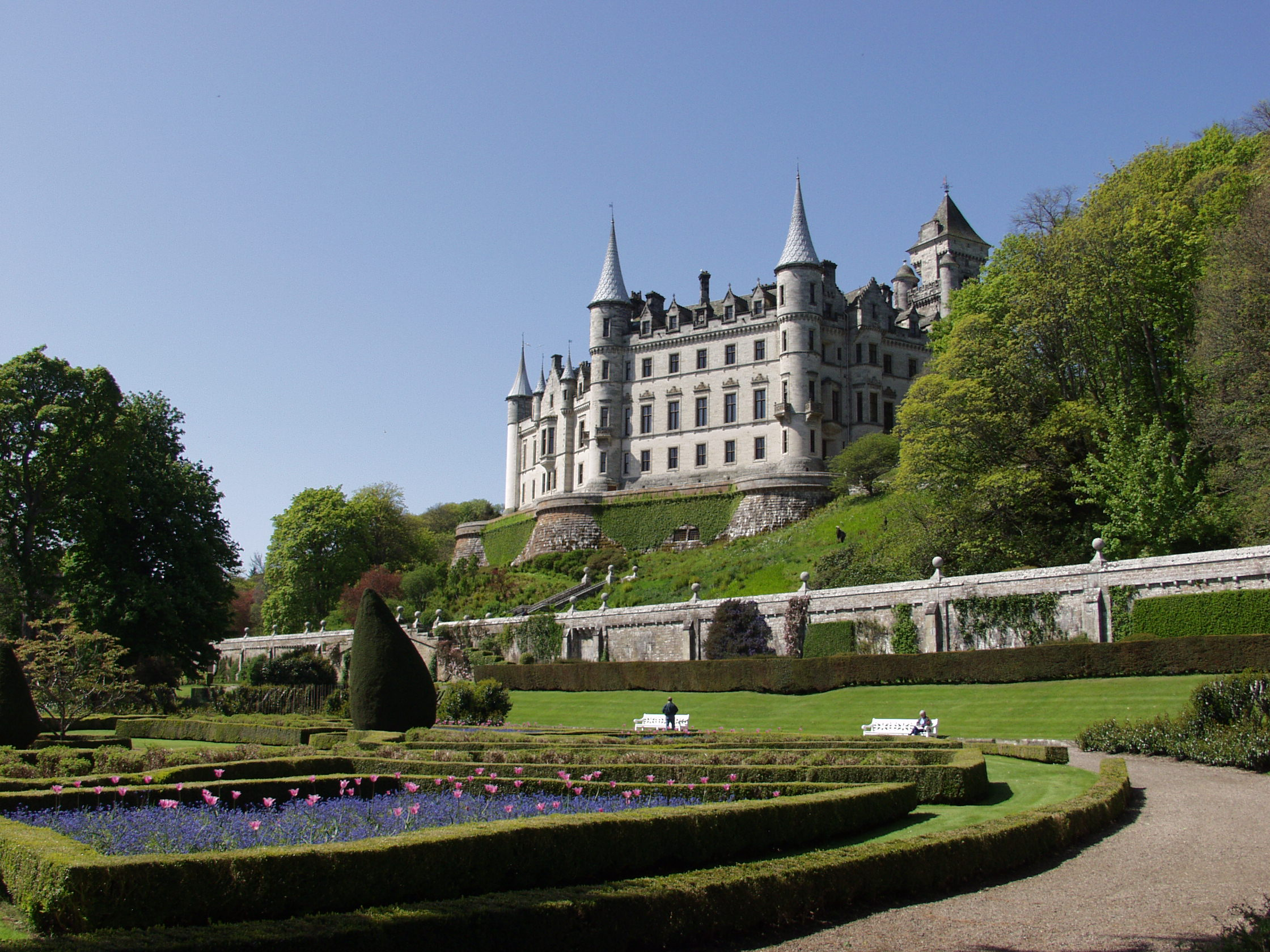
Dunrobin Castle, la sede dei Conti di Sutherland

- William de Moravia, I conte di Sutherland (+ 1284) (La linea de Moravia erano i capi del clan Sutherland e la famiglia maggiore del sangue del Clan Murray)
- William de Moravia, II conte di Sutherland (+ 1307)
- William de Moravia, III conte di Sutherland (+ 1330)
- Kenneth de Moravia, IV conte di Sutherland (+ 1333)
- William de Moravia, V conte di Sutherland (+ 1370)
- Robert de Moravia, VI conte di Sutherland (+ 1427)
- John de Moravia, VII conte di Sutherland (+ 1460)
- John de Moravia, VIII conte di Sutherland (+ 1508)
- John de Moravia, IX conte di Sutherland (+ 1514)
- Elizabeth de Moravia, X contessa di Sutherland (+ 1535) (sposò Adam Gordon, un figlio minore del capo del Clan Gordon)
  - Alexander Gordon, master di Sutherland (+ 1530) (figlio di Adam Gordon & Elizabeth de Moravia)
- John Gordon, XI conte di Sutherland (c. 1526–1567)
- Alexander Gordon, XII conte di Sutherland (c. 1552–1594)
- John Gordon, XIII conte di Sutherland (1576–1615)
- John Gordon, XIV conte di Sutherland (1609–1679)
- George Gordon, XV conte di Sutherland (1633–1703)
- John Gordon, XVI conte di Sutherland (1661–1733)
- William Sutherland, XVII conte di Sutherland (1708–1750) (cambiò il suo cognome da Gordon a Sutherland)
- William Sutherland, XVIII conte di Sutherland (1735–1766)
- Elizabeth Leveson-Gower, XIX contessa di Sutherland (1765–1839)
- George Granville Sutherland-Leveson-Gower, II duca di Sutherland, XX conte di Sutherland (1786–1861)
- George Granville William Sutherland-Leveson-Gower, III duca di Sutherland, XXI conte di Sutherland (1828–1892)
- Cromartie Sutherland-Leveson-Gower, IV duca di Sutherland, XXII conte di Sutherland (1851–1913)
- George Granville Sutherland-Leveson-Gower, V duca di Sutherland, XXIII conte di Sutherland (1888–1963)
- Elizabeth Millicent Sutherland, XXIV contessa di Sutherland (1921–2019)
- Alastair Charles St Clair Sutherland, XXV conte di Sutherland (nato nel 1947).

Il legittimo erede è il figlio dell'attuale detentore, Alexander Charles Robert Sutherland, Lord Strathnaver (nato nel 1981).